# CurieuzeNeuzen in de Tuin

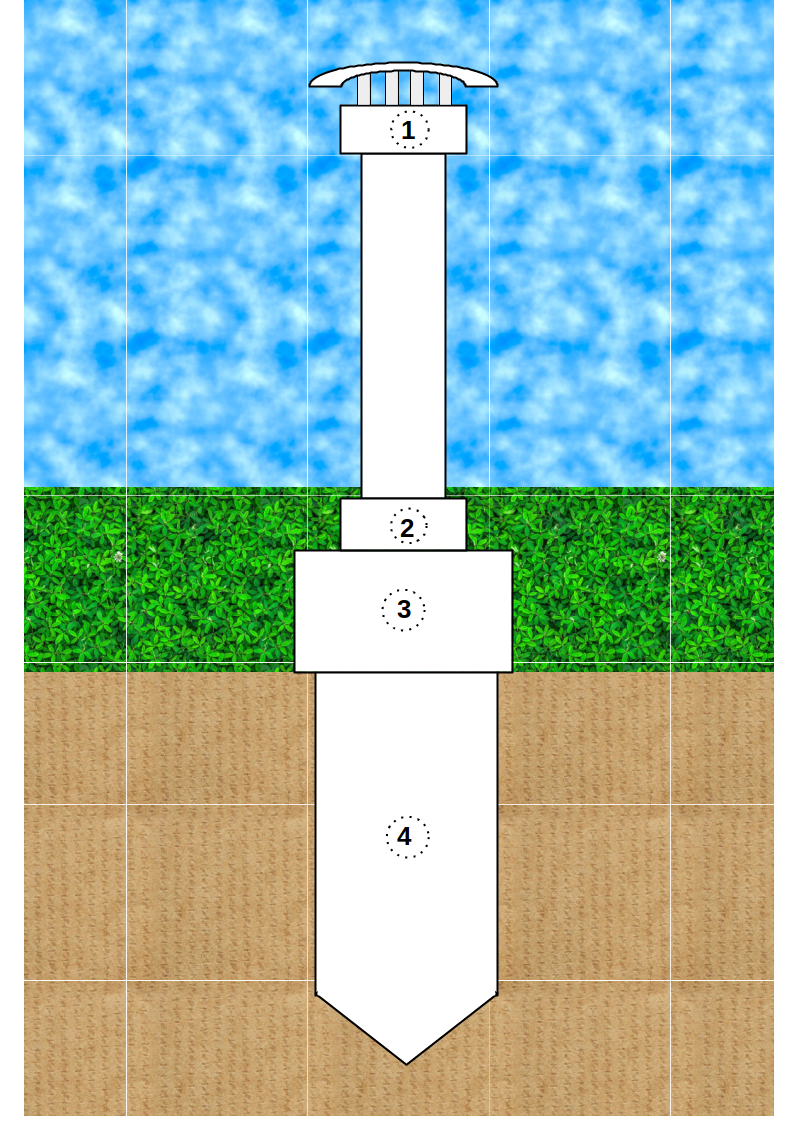
De gazondolk

CurieuzeNeuzen in de Tuin is een project van het burgerwetenschapsproject CurieuzeNeuzen dat in 2021 de droogte en het effect van de hittegolven op de bodem in Vlaanderen onderzoekt. Om onderzoeksgegevens te verzamelen plaatsen 4400 burgers, scholen, bedrijven en gemeenten tussen april en oktober 2021 een gazondolk in de bodem van hun tuin, speelplaats of park. Ze worden aangevuld met 600 meetpunten bij aardappeltelers en natuurgebieden.
De Universiteit Antwerpen met coördinator Filip Meysman leidt het project en krijgt steun van De Standaard, Vito, de Vlaamse overheid en privépartners.

## Achtergrond
Tijdens de voorbije jaren kreeg Vlaanderen, zoals andere delen in de wereld, te maken met droogte- en hitterecords. De bevolkingsdichtheid en de verstedelijking zijn uitlokkende factoren, samen met de klimatologische omstandigheden.

## Wetenschappelijke betekenis
De grote hoeveelheid meetpunten is de basis voor de wetenschappelijke sterkte van het onderzoek. De datasets die internationaal uniek zijn, geven grote statistische rekenkracht die leiden tot het beantwoorden van wetenschappelijke vraagstukken. Zo kan dit onderzoek de hitte en droogte in kaart brengen. Voor dit initiatief beschikte Vlaanderen over amper een tiental plaatsen waar men bodemvocht en -temperatuur mat. Nu kan men zicht krijgen waarom de ene plek koeler is of droger en wat de bepalende factoren zijn. Is dat het type bodem, of de inrichting van de tuin, of hoe vaak je het gras maait?
De gazondolken zijn bodemsensoren die temperatuur en vochtigheid in de bodem meten en via innovatieve datatransmissie de gegevens doorsturen naar CurieuzeNeuzen. Dat gebeurt via IoT van Orange. Deze snelle transmissie laat toe om kort op de bal te spelen en tijdens hete zomermaanden de hittestress in kaart te brengen. Men kan bijvoorbeeld berekenen welke gezondheidseffecten optreden en de resultaten delen met de deelnemers en met Vlaanderen.
Tuinen nemen in Vlaanderen 9% in van de totale oppervlakte wat veel is in vergelijking met buurlanden. Om uit te zoeken of ze kunnen bijdragen tot een klimaatoplossing nemen de deelnemers een bodemstaal waarvan men de opslag van koolstof in de bodem kan meten.

### Landbouw en CurieuzeNeuzen
Landbouw is een belangrijke bron van broeikasgas en daardoor van invloed op het klimaat. Landbouw kan een bijdrage leveren door meer koolstof in de bodem op te slaan. Vito zal de verschillen in koolstofopslag en droogte documenteren bij 500 aardappeltelers, zowel bij intensieve en biologische bedrijven. De inzichten die men daarbij verwerft zijn van belang voor de belangrijke Vlaamse export van aardappelen, een droogtegevoelig product.

### Natuur en CurieuzeNeuzen
Natuurpunt helpt mee om data te verzamelen in vijftig natuurgebieden. Zij spelen een belangrijke rol in de afkoeling van woongebieden. Men verwacht een antwoord op de vraag hoe goed de aircofunctie van natuurgebieden dicht bij de stad werkt in vergelijking met die verder op de buiten.

## Praktische inlichtingen
Een voorwaarde om deel te nemen is te beschikken over een grasveld van minstens 2 m diameter, waar de gazondolk wordt ingebracht. Inschrijven kan via de website van de krant De Standaard. De kostprijs per meting bedraagt 340 euro maar is gratis voor de deelnemer. Hij betaalt 20 euro als waarborg voor de gazondolk die hij recupereert via een waardebon van de CurieuzeNeuzen-partner Bio-Planet. De deelnemers worden per mail verwittigd dat hun meetpakket klaar ligt bij een afhaalpunt in hun buurt. De gazondolk moet uiterlijk op 3 april worden geplaatst en de sensor moet dan geactiveerd. Het te nemen bodemstaal dat uiterlijk op 10 april bij een DPD-afhaalpunt wordt binnengeleverd. Het meten duurt zes maanden. Het gazon sproeien, bemesten of de gazondolk verplaatsen is niet toegestaan. De gazondolk moet uiterlijk tegen 9 oktober bij een DPD-afhaalpunt worden ingeleverd.

## Resultaten in april 2021
De uitzonderlijk koude aprilmaand toonde het effect van late nachtvorst en opwarmende steden. Op sneeuw en hagelbuien volgde een heldere maar koude periode, met droge dagen en late nachtvorst aan de grond. De gazondolken gaven inzicht in hoe die koudegolf zich ontrolde over de Vlaamse tuinen en wees uit dat niet iedere tuin even hard werd getroffen. De koudste aprilnacht, op 13 april, leverde op het platteland minima op tot min 10, terwijl sommige sensoren in de stad plus 5 graden optekenden. Dat temperatuurverschil van 15° was veel groter dan de onderzoekers hadden verwacht. De zee speelt een verzachtende rol met aan de andere kant de toenemende verstedelijking van de kustregio die voor opwarming zorgt.
Zonnestraling wordt opgeslagen door asfalt en beton en houden de warmte extra lang vast, om die 's avonds weer af te geven. Een "hitte-eiland" ontstond, mede door auto’s en verwarmingstoestellen die ook warmte produceren. Op de buiten vroor het in sommige tuinen tot 10 graden terwijl in stadstuinen positieve temperaturen werden opgetekend.